# Fédération fighting full contact et disciplines associées
 (février 2024).
Si vous disposez d'ouvrages ou d'articles de référence ou si vous connaissez des sites web de qualité traitant du thème abordé ici, merci de compléter l'article en donnant les références utiles à sa vérifiabilité et en les liant à la section « Notes et références ».
La Fédération fighting full contact et disciplines associées (FFFCDA) est une ancienne fédération sportive française créée en 1978 gérant le full-contact en France ainsi que ses disciplines proches et associées. En 2015, elle est remplacée par la Fédération française de kick boxing, muay thaï et disciplines associées.
Les disciplines associées de la FFFCDA sont les suivantes : boxe américaine, no-contact, first-full, light-contact, semi-contact, super-fight, énergie-full, full-défense, musical forms et oursons. En novembre 2008, le groupement WKA-France/ISKA-France l'a rejoint dans la Commission pugilistique (COM.PUG). Début 2011, l'ISKA-France quitte cette structure et dans le même temps, la WKF-France la rejoint.
La fédération obtient l'Agrément ministériel le 27 septembre 2004, agrément qui lui a été retiré par arrêté ministériel le 13 mai 2014 (publié au Journal officiel de la République française du 31 mai 2014). Cette fédération n'est pas délégataire. N'étant pas agréée à la date du 16 juillet 1992 et n'étant pas délégataire, cette fédération ne peut utiliser l'appellation « Fédération française de », en application de l'article L131-17 du Code du sport.

## Histoire

### Années 1960

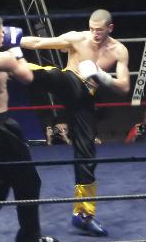
Combat de full contact (plein-contact).

En Amérique du Nord dès les années 1960, différents styles de pratiques martiales développent des formes de contact variées. De nombreux champions désireux de faire connaître la diversité de leurs techniques, contribuent à leur évolution. Des tournois sont organisés par des styles de combat divers ; comme l’United States National Karate Championship de Jhoon Rhee, la Bataille d’Atlanta d’Ed Parker, et dès 1962 les opens sur ring de bando-kickboxing (forme héritière de l’ancestrale boxe birmane importée par l'expert Maung Gyi, un des trois pionniers du Full-contact et Kickboxing américain). D’autres tournois importants comme le Mas Oyama All Worth America Championship (Karaté Kyokushinkaï au K.O.) ont changé les traditionnels tournois de karaté jusqu’alors organisés sans contact.
Le 1er héros du Full-contact est le très célèbre karatéka Joe Lewis qui disputa le premier match de « karaté » avec des gants de boxe. Un nouveau style de combat est né. Lentement, cette forme sportive se structure, des rencontres s’organisent un peu partout et Howard Hanson, célèbre organisateur et ceinture noire de Karaté Shorin-Ryu(1), a l’idée d’organiser les combats sur un ring plutôt que sur un praticable de tapis. Il faut une fédération pour régir ce nouveau sport, la première est la « Professional Karate Association » (PKA) fondée en 1974 par Mike Anderson et les époux Don et Judy Quine. Cette fédération a pour objectif de coordonner et de promouvoir cette discipline au niveau professionnel dans le monde entier. Mike Anderson à cette époque dirige la revue « Professional Karate Magazine » et organisait la « Top ten national » à l’issue de laquelle des sommes importantes sont distribuées aux vainqueurs. Cette forme de compétition est introduite en France par Dominique Valera (célèbre karatéka français) à la fin des années 1970, sous le nom de « Full-contact », appelée plus tard « boxe américaine » suivant des directives ministérielles.

### Évolution depuis les années 1970

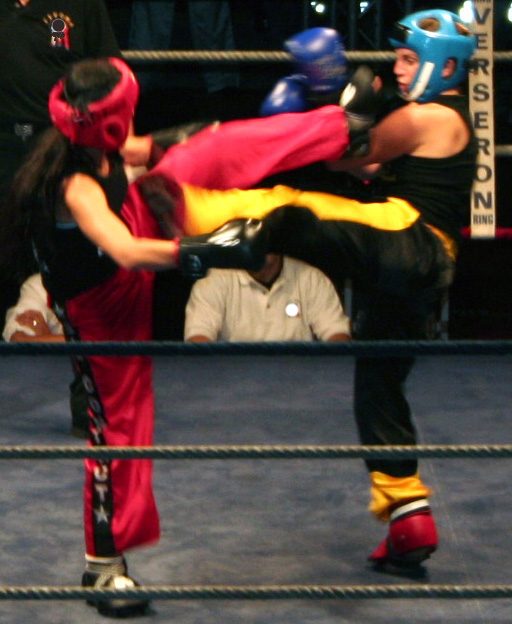
Combat féminin de full contact avec protections (plein-contact).

Cette forme de boxe pieds-poings (BPP) est véhiculée depuis son origine par des fédérations internationales multi-disciplines. Elle est appelée « kick-boxing américain » sans les coups de pied bas à l'étranger. Certaines fédérations internationales de boxes pieds-poings utilisent l'expression « full-contact » pour qualifier le plein-contact sans low-kick (ou no low kick) pour le différencier du kick-boxing américain avec coup de pied bas. Ce qui est le cas pour les organismes mondiaux de boxes pieds-poings les plus importants, l'Association mondiale des organisations de kickboxing (WKA), l’International Sport Kickboxing Association (ISKA) et la World Association of KickBoxing Organizations (WAKO et membre du GAISF).
Comparativement à certaines disciplines sportives qui sont organisés autour d’une fédération « unisport », ce qui est le cas également pour beaucoup de fédérations nationales, le Full-contact s’inscrit dans une démarche « multisports » car elle rassemble un ensemble de pratiques polymorphes que l’on ne peut dissocier. Il faut savoir que les pratiquants eux-mêmes sont polyvalents dans leurs pratiques et, vouloir séparer les choses serait porter atteinte à cette logique interne.

### Évolution et dissolution

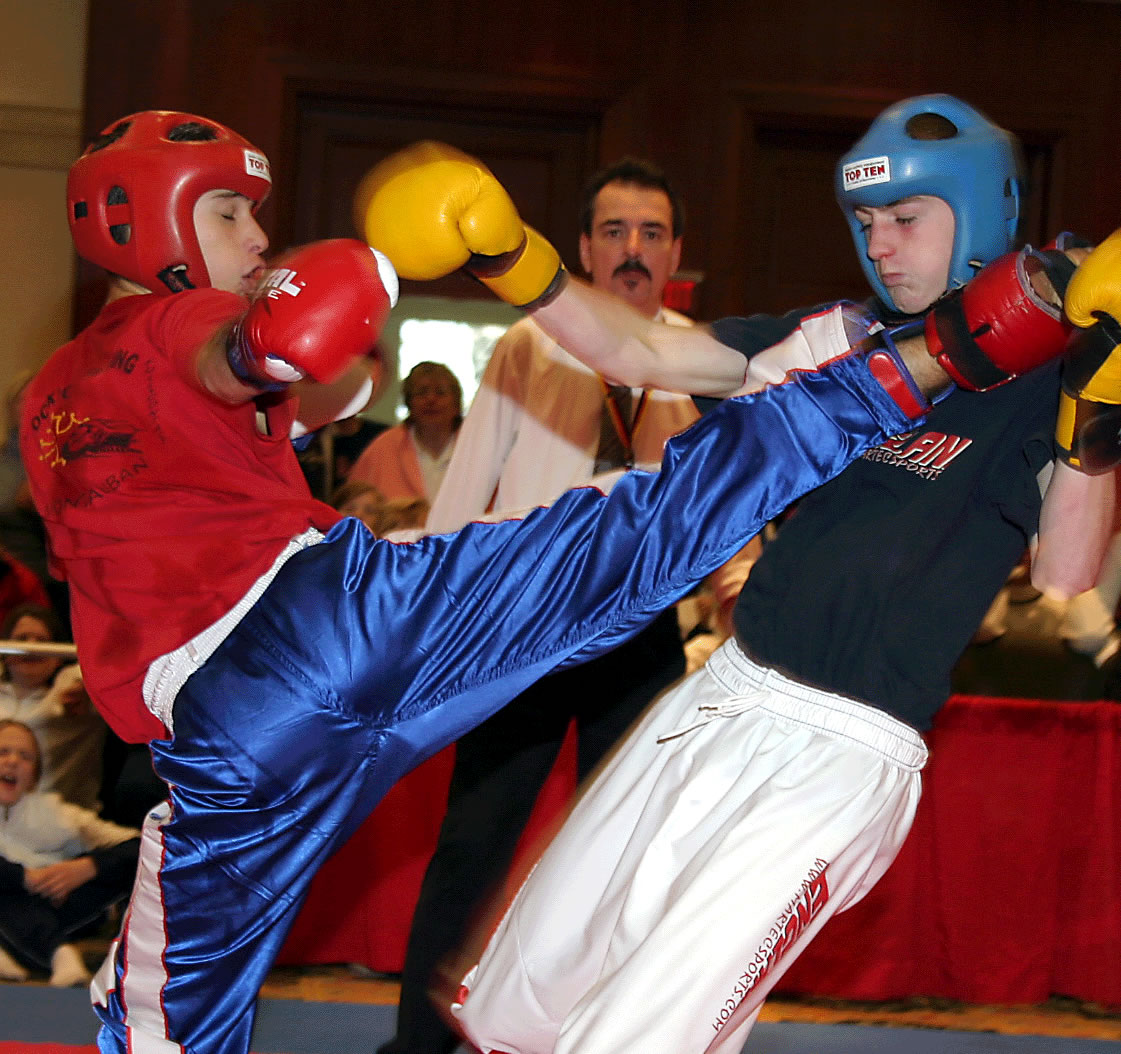
Light-contact ici en catégorie junior.

Côté français, durant les années 1980 et 1990, il y eut de nombreuses péripéties propres à la mise en place de ces nouveaux sports pieds-poings. Tout d’abord le rejet, à leur arrivée dans l’Hexagone, par certaines fédérations d’arts martiaux, puis la création de deux fédérations de boxe américaine (ou full-contact) en 1982 : la Fédération française de boxe américaine (FFBADA) et la Fédération nationale de boxe américaine (FNBA).
Le premier essai de regroupement, en 1987, des « boxes américaines » s’effectuera au sein de  la FFUBADA (Fédération Française unifiée de boxe américaine et disciplines assimilées). Puis l’ambition des uns, le mercantilisme des autres, et les fédérations pseudo-mondiales, ont eu raison de ce beau projet[style à revoir]. Il fallut attendre la constitution de la FFKBFCDA (Fédération française de kick-boxing, full-contact et disciplines associées) en 1994 pour rassembler réellement les trois boxes pieds-poings (full-contact, kick-boxing et muaythaï). Rapidement naissaient des divergences de vue. Ainsi une partie des dirigeants du kick-boxing, de la boxe américaine et de la boxe thaïlandaise, se regroupèrent au sein de la FFBADA en septembre 1996 (Fédération française de boxe américaine et disciplines associées) bénéficiant de l’agrément ministériel. Durant trois saisons deux comités nationaux full-contact distincts (la Commission nationale de full-contact de la FFBADA et le Comité national de full-contact de la FFKBFCDA géreront la discipline.
Un agrément provisoire fut accordé aux deux fédérations (FFKBFCDA et FFBADA) jusqu’en août 1998. À l’issue de cette échéance, et durant la saison 1998-1999, le Ministère de la jeunesse et des sports, après un audit dans chacune des structures, demanda à la CNFC de la FFBADA de proposer un regroupement, afin d’accueillir en son sein le CNKB de la FFKBFCDA. Cette unification donna naissance à la FFCDA. (Fédération de full contact et disciplines associées) créée en juin 1999. Elle deviendra FFFCDA (Fédération fighting full-contact et disciplines associées). L’agrément séparé pour chacune des activités (full-contact, muaythaï et kick-boxing) permet un auto-assainissement des structures. D’autre part l’interdiction d’organiser des titres internationaux sur le territoire français éloignera un éventuel profit de dirigeants au détriment des licenciés. Enfin, les boxes pieds-poings rentrent dans une ère de démocratie, où le développement du sport se fait exclusivement par et pour les sportifs.[style à revoir]
En 2013, la Coupe de France de full-contact se tient à Melun, en Seine-et-Marne. En 2015, la fédération est absorbée dns la Fédération française de kick boxing, muay thaï et disciplines associées.

## Enseignement
La formation est l'un des axes essentiels de la fédération (une véritable démarche de qualité en direction des clubs, des formateurs, et de la structure fédérale), car elle permet d'améliorer l'efficacité fonctionnelle de ses structures, elle participe à l'épanouissement personnel des licenciés pratiquants et formateurs. La formation s'inscrit notamment dans les domaines comme l'insertion, l'environnement, la citoyenneté reconnue par le développement de la vie associative. Les diplômes fédéraux d’enseignement font partie d’un ensemble cohérent regroupant aussi les grades techniques, les diplômes d’arbitres et les techniques de sécurité. Ils ne peuvent être délivrés que lors de stages fédéraux. Les prérogatives correspondantes sont le résultat de la réflexion menée par le département formation.
Il existe le brevet d’aide-moniteur (ou assistant - BAMF) et le brevet de moniteur (BMF) qui permet d’enseigner en responsabilité à titre bénévole. Un brevet professionnel (BP-JEPS) mention « activités pugilistiques » permet d'enseigner la discipline contre rémunération.